# Die Wunderwelt der Technik
Die Wunderwelt der Technik ist das fünfte Musikalbum der deutschen Minimal-Electro-Band Welle: Erdball. Es erschien erstmals am 25. März 2002 und erreichte aus dem Stand den ersten Rang der Deutschen Alternative Charts (DAC) und stieg auch in die deutschen Albumcharts ein.
Der Nachfolger zu Der Sinn des Lebens (1998) hörte ursprünglich auf den Arbeitstitel Die Oberen Zehntausend, doch rasch entschied die Band sich zu dem Konzeptalbum Die Wunderwelt der Technik. Dieses Album beschäftigt sich, wie der Name vermuten lässt, mit technischen Errungenschaften, die eine gewisse Mystik und Geschichte an sich haben. So beinhaltet das Album einerseits regelrechte Liebeslieder an perfekte Produkte, wie den Commodore 64, den VW Käfer, die Super-8-Kamera oder das Telephon W-48, andererseits jedoch auch Kritik an den Schattenseiten der Technik, in Form von Contergan, Telespielen oder dem Starfighter F-104G.
Die Band betont die intensive Recherche, die sie für das Album ansetzten. Zitat aus einem Interview mit Honey:
„… unsere Recherchen zu den einzelnen Liedern, welche nicht nur aus einem flüchtigen Blick in das Internetz bestehen, sondern wirklich in das Detail gehen. So saßen wir z. B. in der Starfighter, sprachen mit noch lebenden Starfighter-Piloten, ließen uns von BMW den unausreichenden Motor mit Wasserstoff-Brennstoffzelle erklären, drehten unseren Super 8-Film natürlich u. a. auf dem Super 8-Medium und projizierten ihn im Funkhaus an die Leinwand, kontaktieren Contergangeschädigte, informierten uns über den Transrapid, die Apollo 11-Mission … Wir sehen es aber auch als eine Selbstverständlichkeit an, sich weitreichend zu informieren, denn Menschen, die aufgrund mangelnder Information und wenig Ahnung ihr Maul aufreißen, gibt es schon genug.“
Das Album erschien erstmals am 25. März 2002 als CD und limitiert als Doppel-CD in einem aufwändig gestalteten Digipak. Die weitere CD in dieser Version beinhaltet vier weitere Lieder, das Musikvideo zu Super 8, einen Bildschirmschoner, sowie C=64-Software. Im Frühjahr 2005 erschien des Weiteren, vor allem auf Wunsch des Hörerclubs, das Album als (beidseitige) Picture-LP. Die Vinyl-Schallplatte war streng auf 500 Exemplare limitiert, wovon 250 in Deutschland und 250 in Schweden, einer anderen Hochburg der Band, veröffentlicht wurden. Diese Schallplatte bietet zudem erstmals als Bonus das bislang unveröffentlichte Lied Das Sternenkind. Nach Horizonterweiterungen (2004) war dies bereits das zweite Album von Welle: Erdball, das auf Vinyl veröffentlicht wurde.
Um die Zeit bis zur Veröffentlichung des Albums zu überbrücken, wurden in den Jahren 2000 und 2001 insgesamt drei üppige Maxi-CDs veröffentlicht. Diese, Starfighter F104G, VW-Käfer & 1000 Tage und Super 8 erschienen jeweils als Standard-CD, sowie als limitierte Fassungen, die Extras wie Metallanhänger oder echte Autogrammkarten bieten. Auf diesen Scheiben sind außerdem exklusiv zahlreiche beliebte Lieder der Gruppe zu finden, die nicht in das Konzept des Albums passten. Zu den Liedern Starfighter F-104G und Super 8 entstanden Musikvideos, die auch im deutschen Musikfernsehen zu sehen waren. Das Video zu VW Käfer wurde letztlich verworfen. Ausschnitte daraus sind im Video zu Super 8 zu sehen.
Interessanterweise bietet Die Wunderwelt der Technik einen Hidden Track, der jedoch auf der CD-Rückseite als Lied 0 gelistet ist. Das Lied Funkbereit befindet sich nämlich versteckt im Minusbereich der CD. Die beiden Titel Das Gespräch am Puls der Zeit bieten, eingebettet in eine fiktive Radiosendung, ein Hörspiel, das ein Interview zwischen Honey, in der Rolle des Dr. G. Linde und Ecki Stieg darstellt.

## Titellisten
CD
1. Welle: Erdball
2. Die Wunderwelt der Technik
3. Apollo IX/V1/V2/Aggregat 4
4. Starfighter F-104G
5. Commodore C=64 (C=64)
6. Volksempfänger VE-301
7. VW Käfer
8. Computer-Rendezvous
9. Contergan (C=64)
10. Transrapid
11. Super 8
12. Telephon W-48 oT
13. Das Gespräch am Puls der Zeit (Teil 1)
14. Wasserstoff (H2)
15. Telespiele
16. Das Gespräch am Puls der Zeit (Teil 2)
17. Monoton & Minimal (C=64)
18. Zeit zu gehen

Bonus-CD
1. 23 (C=64)
2. Davon geht die Welt nicht unter
3. Ich bin nicht von dieser Welt
4. Zurück zum Start

LP
1. Welle: Erdball
2. Apollo XI/V1/V2/Aggregat 4
3. Contergan (C=64)
4. Starfighter F-104G
5. Volksempfänger VE-301
6. Computer-Rendezvous
7. VW Käfer
8. Commodore C=64 (C=64)
9. Telespiele
10. Super 8
11. Das Sternenkind